# Farfadet (1901)
Farfadet (Q7) – francuski okręt podwodny z początku XX wieku, jednostka prototypowa typu Farfadet. Została zwodowana 17 maja 1901 roku w stoczni Arsenal de Rochefort i przyjęta w skład Marine nationale w 1902 roku. 5 lipca 1905 roku w Bizercie okręt zatonął tracąc 14 członków załogi. Podniesiony i naprawiony, w 1909 roku powrócił do służby jako „Follet”. Okręt został wycofany ze służby 22 listopada 1913 roku.

## Projekt i budowa
„Farfadet” został zaprojektowany przez inż. Gabriela Maugasa, bazował na wcześniejszych konstrukcjach Gastona Romazzottiego. Okręt posiadał wyłącznie napęd elektryczny, przez co miał niewielki zasięg.
„Farfadet” zamówiony został 26 września 1899 roku i zbudowany w Arsenale w Rochefort. Stępkę okrętu położono w 1900 roku, a zwodowany został 17 maja 1901 roku. Koszt budowy okrętu wyniósł 32 000 £.

## Dane taktyczno–techniczne
„Farfadet” był małym okrętem podwodnym o konstrukcji jednokadłubowej. Długość całkowita wykonanej ze stali jednostki wynosiła 41,3 metra, szerokość 2,9 metra i zanurzenie 2,6 metra. Wyporność w położeniu nawodnym wynosiła 185 ton, a w zanurzeniu 202 tony. Okręt napędzany był na powierzchni i pod wodą przez silnik elektryczny Hillairet-Huguet o mocy 183 koni mechanicznych (KM). Jednośrubowy układ napędowy zapewniał prędkość 6,1 węzła na powierzchni i 4,3 węzła w zanurzeniu. Zasięg wynosił 115 Mm przy prędkości 5,3 węzła w położeniu nawodnym oraz 28 Mm przy prędkości 4,3 węzła pod wodą. Dopuszczalna głębokość zanurzenia wynosiła 30 metrów.
Okręt wyposażony był w cztery zewnętrzne wyrzutnie torped kalibru 450 mm, bez torped zapasowych. Załoga okrętu składała się z 16 oficerów, podoficerów i marynarzy.

## Przebieg służby

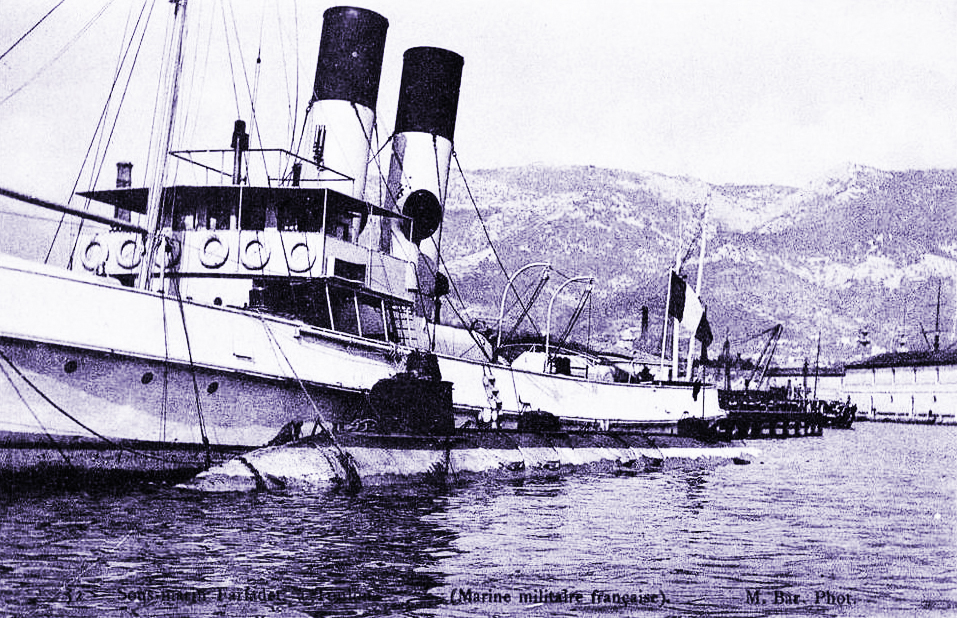
„Farfadet” po podniesieniu, październik 1905 r.

„Farfadet” został wcielony do służby w Marine nationale w 1902 roku. Jednostka otrzymała numer taktyczny Q7. 5 lipca 1905 roku w Bizercie okręt zatonął w nieszczęśliwym wypadku, tracąc 14 członków załogi. Jednostkę wkrótce podniesiono i wyremontowano w Tulonie, a we wrześniu 1909 roku ponownie przyjęto do służby pod nazwą „Follet”. Okręt pełnił służbę na Morzu Śródziemnym do 22 listopada 1913 roku, kiedy został skreślony z listy floty.